# Artmedia
Artmedia, Seminario e Laboratorio permanente di Estetica dei Media e della Comunicazione, è stato uno dei primi e più importanti progetti scientifici dedicati al rapporto tra tecno-scienza, arte, filosofia ed estetica. Fu fondato nel 1985 all'Università di Salerno.
Per oltre due decenni, fino al 2009, con decine di iniziative, studi, mostre e convegni dedicati alle nuove tecnologie, Artmedia ha costituito un punto di riferimento per gli studiosi e gli artisti più attivi sulla scena internazionale, ed ha alimentato, anche in ambito accademico, il fermento culturale rivolto all'estetica dei media, all'estetica delle reti, e ai loro risvolti etici e antropologici.

## Esordi e manifestazioni internazionali
Già dalla fine degli anni settanta, presso il Dipartimento di filosofia dell'Università di Salerno, è stato attivo un Seminario permanente di Estetica dei Media e della Comunicazione, ideato e diretto da Mario Costa, professore di estetica della stessa Università. I principi di base di una estetica legata alla comunicazione tecnologica venivano individuati e concettualizzati nel 1983. Nel 1984, il convegno L'immaginario tecnologico, svoltosi al Museo del Sannio di Benevento, poneva la questione dei nuovi rapporti esistenti tra l'arte e la tecnologia, e della conseguente necessità di una rifondazione dell'estetica, avvertendo che sulla intersezione tra tecnica e immaginario dovrà giocarsi tutta la nostra esistenza futura.
La questione più generale e comprensiva dei rapporti tra arte-filosofia-tecnoscienze-tecnologie ha poi costituito l'asse teorico di riferimento delle dieci edizioni del convegno internazionale "Artmedia" che si sono succedute, tra Salerno e Parigi, dal 1985 al 2008.
Momenti di particolare visibilità internazionale della manifestazione sono state le sue due edizioni parigine del 2002 e del 2008, che si sono svolte all'École Normale Supérieure, alla Biblioteca nazionale di Francia (BNF), e all'Institut National d'Histoire de l'Art (INHA), ed hanno avuto tra i partner la Societé Française d'Esthétique, l'Università del Québec a Montréal, la University of Toronto, l'Universidade de São Paulo, l'Université de Paris 1 Sorbonne, la rivista statunitense Leonardo.

## Il confronto tra teorici e artisti

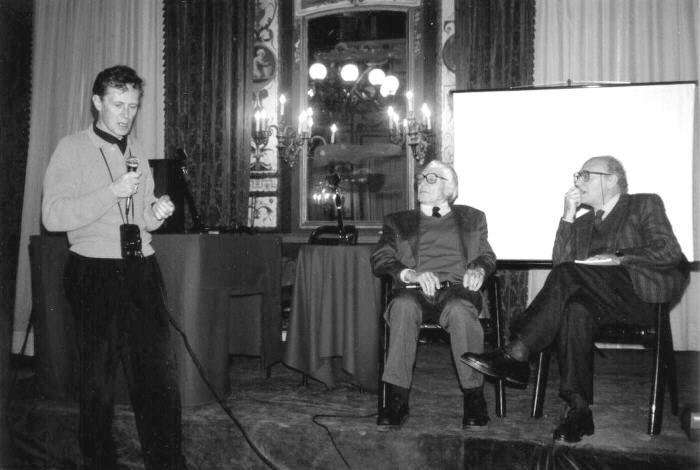
Derrick de Kerckhove, René Berger e Mario Costa, Artmedia IV (1992)

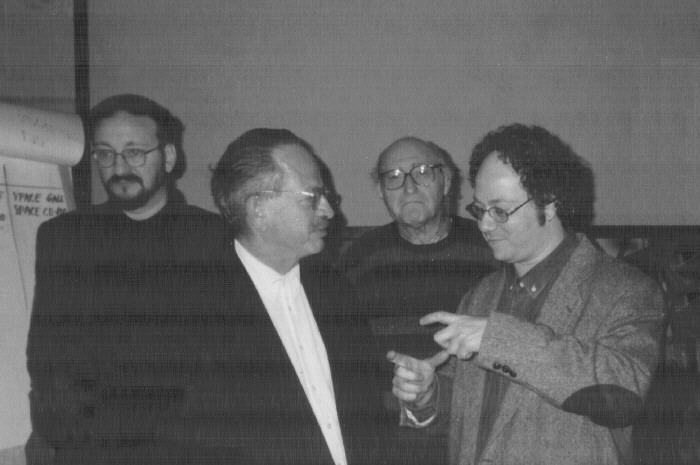
Maurizio Bolognini, Richard Kriesche, Mario Costa ed Eduardo Kac, Artmedia VII (1999)

Artmedia, mossa dalla necessità di dedicare uguale attenzione alla riflessione teorica e alle pratiche artistiche che si andavano a mano a mano manifestando, ha voluto riunire e mettere assieme, in un lavoro comune e complementare, teorici e artisti di ogni parte del mondo, che hanno spesso contribuito diffondendo lo spirito della manifestazione in una miriade di festival e rassegne, e attraverso la loro stessa attività operativa o di ricerca.
Tra i teorici che in vario modo hanno collaborato con Artmedia e con le attività ad essa connesse, ci sono Bernard Stiegler, René Berger, Abraham Moles, Derrick De Kerckhove, Pierre Lévy, Gillo Dorfles, Paul Virilio, Frank Popper, Roger Malina, Daniel Charles, José Jiménez, Anne Cauquelin, Edgar Morin, Thierry de Duve, Catherine Millet, Filiberto Menna, Rudolf zur Lippe, Edmond Couchot, Dominique Chateau, Yannick Geffroy, Philippe Queau, Arlindo Machado, Tetsuo Kogawa, Bernard Teyssedre.
Tra gli artisti, Fred Forest, Roy Ascott, Takahiko Iimura, Maurizio Bolognini, Tom Klinkowstein, Tom Sherman, Eduardo Kac, Enzo Minarelli, James Dashow, Peter D'Agostino, Mit Mitropoulos, Shawn Brixey, Bruno Di Bello, Antoni Muntadas, Orlan, Kit Galloway, David Rokeby, Miguel Chevalier, Norman White, Richard Kriesche, Casey Reas, Caterina Davinio.
Delle questioni proposte e dibattute nelle diverse manifestazioni promosse da Artmedia, in un costante confronto tra artisti e teorici, si ricordano: Estetica della comunicazione e antropologia del futuro (1985), La comunicazione estetica planetaria (1986), Formatività elettronica e sistema dell'arte (1990), Le arti neo-tecnologiche tra estetica e comunicazione (1992), Ricerca estetica e tecnologie (1995), Mutamenti o mutazioni nell'estetico? (1999), Dall'estetica della comunicazione alla Net art (2002), Etica, estetica, comunicazione tecnologica: il destino del senso (2008).
Tutte le edizioni di Artmedia sono documentate da altrettante pubblicazioni. Delle due edizioni parigine è disponibile anche la registrazione video completa, che è consultabile dagli studiosi presso l'Institut National de l'Audiovisuel.
Un bilancio del contributo di Artmedia nell'arco di venticinque anni è stato fatto nel seminario su L'oggetto estetico dell'avvenire, tenuto all'Università di Salerno nel 2009. Questo contributo è testimoniato da una massa notevole e varia di documenti che vengono attualmente sistematizzati in vista di una loro adeguata collocazione e utilizzazione.

## Principali ambiti estetici investigati
- Musica elettronica
- Fotografia dalla chimica al digitale
- Estetica della radiofonia
- Poesia elettro-acustica
- Scrittura e poesia elettronica
- Video arte
- Arte generativa e software art
- Computer art
- Estetica delle reti
- Net art
- Estetica del virtuale
- Telerobotica e interattività a distanza
- Estetica del flusso tecnologico

## Atti e Cataloghi
Artmedia I (1985)
- Mario Costa (a cura di), Artmedia, Opera Universitaria di Salerno, Salerno, 1985 (Catalogo, pagg. 206).[6]

Artmedia II (1986)
- Mario Costa (a cura di), Artmedia, II Convegno Internazionale di Estetica della comunicazione, Università di Salerno, Salerno, 1986 (Catalogo, pagg. 80).[7]

Artmedia III (1990)
- Mario Costa (a cura di), Artmedia. Terzo Convegno Internazionale di Estetica dei Media e della Comunicazione. Catalogo, Università degli Studi di Salerno, Salerno, 1990 (Catalogo, pagg. 80).
- Mario Costa (a cura di), Artmedia. Terzo Convegno Internazionale di Estetica dei Media e della Comunicazione. Atti, Università degli Studi di Salerno, Salerno, 1990  (Atti, pagg. 96).[8]

Artmedia IV (1992)
- Mario Costa (a cura di), Nuovi media e sperimentazione d'artista, Edizioni Scientifiche Italiane, Napoli, 1994 (contiene gli Atti di Artmedia IV, pagg. 1-156).[9]

Artmedia V (1995)
- Università degli Studi di Salerno, Comune di Salerno, Quinto Convegno Internazionale di Estetica dei Media e della Comunicazione, 23-25 novembre 1995 (maquette).

Artmedia VI (1997)
- Università degli Studi di Salerno, Fondazione Filiberto Menna, Artmedia VI, 27-29 novembre 1997 (maquette).[10]

Artmedia VII (1999)
- Mario Costa (a cura di), Artmedia VII, Settimo Convegno Internazionale di Estetica dei Media e della Comunicazione, Università degli Studi di Salerno, Salerno, 1999 (Catalogo, pagg. 60).[11]

Artmedia VIII (2002)
- AA. VV., Dossier Artmedia VIII (in francese), in "Ligeia", Parigi, 2003, pagg. 21-245 (Rivista del CNRF, contiene gli Atti di Artmedia VIII).
- Mario Costa (a cura di), New Technologies: Roy Ascott, Maurizio Bolognini, Fred Forest, Richard Kriesche, Mit Mitropoulos (in inglese), Artmedia, Museo del Sannio, Salerno, 2003 (Catalogo della esposizione dimostrativa e conclusiva di Artmedia VIII, pagg. 64).[12]

Artmedia IX (2005)
- Mario Costa (a cura di), Phenomenology of New Tech Arts (in inglese), Università di Salerno, Salerno, 2005 (Catalogo, pagg. 56).[13]

Artmedia X (2008)
- Mario Costa, Fred Forest (a cura di), Ethique, esthétique, communication technologique dans l'art contemporain ou le destin du sens (in francese), Institut National Audiovisuel, Editions L'Harmattan, Parigi, 2011 (contiene gli Atti di Artmedia X).[14]